# Ouverture-fantasi for åtte messingblåsere
Ouverture-fantasi for åtte messingblåsere is een compositie van Johan Kvandal. Het is een fantasie voor alleen maar koperblazers in de volgende bezetting: 3 hoorns, 2 trompetten, 2 trombones en 1 tuba. De musici werden gekozen uit het muziekleven van Trondheim.
Van het werk zijn alleen opnamen voor niet commerciële doeleinden gemaakt, ze zijn in het bezit van de Noorse muziekcentrale.